# イオン化傾向
イオン化傾向（イオンかけいこう、英: ionization tendency）とは、金属が溶液中（おもに水溶液中）で陽イオンになろうとする性質である。
金属のイオン化傾向が大きい順に並べたものをイオン化列という。

## 概要
溶液中にある単体と別の元素のイオンとが存在するとき、両者の間で酸化還元反応が生じると、単体は酸化されてイオン化するのに対して、もう一方は還元されて単体として析出する。このとき「還元された元素より酸化された元素の方がイオン化傾向が大きい」ということになる。どちらが酸化されどちらが還元されるかは酸化還元電位の大小に依存するので、この電位の順に元素を並べたものがイオン化傾向の順となる。
イオン化傾向が小さいほどイオンは還元され金属として析出しやすくなる。また、イオン化傾向が大きい金属単体でも溶融塩電解などで得ることができる。
なお、イオン化傾向とは別な指標にイオン化エネルギー（イオン化エンタルピー・イオン化エントロピー）という指標がある。それは原子核に束縛されている電子が電離するのに必要なエネルギー値であり、文字通り原子のイオン化のしやすさの指標である。しかし、酸化還元反応の進む方向は単にイオン化エネルギーの大小だけではなく、イオンの溶液中での安定性や電気化学活量など化学平衡として反応が進む方向を決定づける他の因子に大きく影響される。
中学や高校レベルの理科・化学では酸化還元反応や化学平衡を詳しく扱わないため、説明を単純化して「イオン化傾向は、元素のイオン化の容易さの序列である」と説明している場合がある。しかし正確には、前述の説明のようにイオン化の容易さではなく、二つの元素のどちらがより酸化され易い（あるいは還元され易い）か、つまり酸化還元反応における化学平衡がどちらに偏っているかの序列である。

## 金属のイオン化傾向
イオン化傾向は水溶液中における水和イオンと単体金属との間の標準電極電位の順であらわされる。このとき水和金属イオンは無限希釈状態である仮想的な1 mol/kgの理想溶液状態を基準とし、その標準酸化還元電位と水和金属イオンの標準生成ギブス自由エネルギー変化とは以下の関係がある。
{\displaystyle \Delta _{\rm {f}}G^{\circ }=zFE^{\circ }}
ここで F はファラデー定数、z はイオンの電荷である。
金属のイオン化傾向を大きいものから順に配列すると以下のとおりになる（個別に脚注のない金属の電位は『化学便覧 基礎編 改訂4版』による）。ただし（ ）内はギブス自由エネルギー変化からの計算値（による数値）。
| リチウム (Li),       | {\displaystyle {\ce {Li^{+}(aq)\ +{\mathit {e}}^{-}<=>Li(s)\ ,}}}                       | {\displaystyle E^{\circ }={\mbox{ -3.045 V}}}            |
| セシウム (Cs),       | {\displaystyle {\ce {Cs^{+}(aq)\ +{\mathit {e}}^{-}<=>Cs(s)\ ,}}}                       | {\displaystyle E^{\circ }={\mbox{ -2.923 V (-3.027 V)}}} |
| ルビジウム (Rb),     | {\displaystyle {\ce {Rb^{+}(aq)\ +{\mathit {e}}^{-}<=>Rb(s)\ ,}}}                       | {\displaystyle E^{\circ }={\mbox{ -2.924 V (-2.943 V)}}} |
| カリウム (K),        | {\displaystyle {\ce {K^{+}(aq)\ +{\mathit {e}}^{-}<=>K(s)\ ,}}}                         | {\displaystyle E^{\circ }={\mbox{ -2.925 V (-2.936 V)}}} |
| バリウム (Ba),       | {\displaystyle {\ce {Ba^{2+}(aq)\ +2{\mathit {e}}^{-}<=>Ba(s)\ ,}}}                     | {\displaystyle E^{\circ }={\mbox{ -2.92 V}}}             |
| ストロンチウム (Sr), | {\displaystyle {\ce {Sr^{2+}(aq)\ +2{\mathit {e}}^{-}<=>Sr(s)\ ,}}}                     | {\displaystyle E^{\circ }={\mbox{ -2.89 V}}}             |
| カルシウム (Ca),     | {\displaystyle {\ce {Ca^{2+}(aq)\ +2{\mathit {e}}^{-}<=>Ca(s)\ ,}}}                     | {\displaystyle E^{\circ }={\mbox{ -2.84 V}}}             |
| ナトリウム (Na),     | {\displaystyle {\ce {Na^{+}(aq)\ +{\mathit {e}}^{-}<=>Na(s)\ ,}}}                       | {\displaystyle E^{\circ }={\mbox{ -2.714 V}}}            |
| マグネシウム (Mg),   | {\displaystyle {\ce {Mg^{2+}(aq)\ +2{\mathit {e}}^{-}<=>Mg(s)\ ,}}}                     | {\displaystyle E^{\circ }={\mbox{ -2.356 V}}}            |
| トリウム (Th),       | {\displaystyle {\ce {Th^{4+}\ +4{\mathit {e}}^{-}<=>Th\ ,}}}                            | {\displaystyle E^{\circ }={\mbox{ -1.90 V}}}             |
| ベリリウム (Be),     | {\displaystyle {\ce {Be^{2+}\ +2{\mathit {e}}^{-}<=>Be\ ,}}}                            | {\displaystyle E^{\circ }={\mbox{ -1.85 V}}}             |
| アルミニウム (Al),   | {\displaystyle {\ce {Al^{3+}(aq)\ +3{\mathit {e}}^{-}<=>Al(s)\ ,}}}                     | {\displaystyle E^{\circ }={\mbox{ -1.676 V}}}            |
| チタン (Ti),         | {\displaystyle {\ce {Ti^{4+}\ +4{\mathit {e}}^{-}<=>Ti\ ,}}}                            | {\displaystyle E^{\circ }={\mbox{ -1.63 V}}}             |
| ジルコニウム (Zr),   | {\displaystyle {\ce {Zr^{4+}\ +4{\mathit {e}}^{-}<=>Zr\ ,}}}                            | {\displaystyle E^{\circ }={\mbox{ -1.534 V}}}            |
| マンガン (Mn),       | {\displaystyle {\ce {Mn^{2+}(aq)\ +2{\mathit {e}}^{-}<=>Mn(s)\ ,}}}                     | {\displaystyle E^{\circ }={\mbox{ -1.18 V}}}             |
| タンタル (Ta),       | {\displaystyle {\ce {Ta2O5(s){+}10H^{+}(aq){+}10{\mathit {e}}^{-}<=>2Ta(s){+}5H2O\ ,}}} | {\displaystyle E^{\circ }={\mbox{ -0.81 V}}}             |
| 亜鉛 (Zn),           | {\displaystyle {\ce {Zn^{2+}(aq)\ +2{\mathit {e}}^{-}<=>Zn(s)\ ,}}}                     | {\displaystyle E^{\circ }={\mbox{ -0.7626 V}}}           |
| クロム (Cr),         | {\displaystyle {\ce {Cr^{3+}(aq)\ +3{\mathit {e}}^{-}<=>Cr(s)\ ,}}}                     | {\displaystyle E^{\circ }={\mbox{ -0.74 V}}}             |
| 鉄 (Fe),             | {\displaystyle {\ce {Fe^{2+}(aq)\ +2{\mathit {e}}^{-}<=>Fe(s)\ ,}}}                     | {\displaystyle E^{\circ }={\mbox{ -0.44 V}}}             |
| カドミウム (Cd),     | {\displaystyle {\ce {Cd^{2+}(aq)\ +2{\mathit {e}}^{-}<=>Cd(s)\ ,}}}                     | {\displaystyle E^{\circ }={\mbox{ -0.4025 V}}}           |
| コバルト (Co),       | {\displaystyle {\ce {Co^{2+}(aq)\ +2{\mathit {e}}^{-}<=>Co(s)\ ,}}}                     | {\displaystyle E^{\circ }={\mbox{ -0.277 V}}}            |
| ニッケル (Ni),       | {\displaystyle {\ce {Ni^{2+}(aq)\ +2{\mathit {e}}^{-}<=>Ni(s)\ ,}}}                     | {\displaystyle E^{\circ }={\mbox{ -0.257 V}}}            |
| スズ (Sn),           | {\displaystyle {\ce {Sn^{2+}(aq)\ +2{\mathit {e}}^{-}<=>Sn(s)\ ,}}}                     | {\displaystyle E^{\circ }={\mbox{ -0.1375 V}}}           |
| 鉛 (Pb),             | {\displaystyle {\ce {Pb^{2+}(aq)\ +2{\mathit {e}}^{-}<=>Pb(s)\ ,}}}                     | {\displaystyle E^{\circ }={\mbox{ -0.1263 V}}}           |
| (水素 (H2)),         | {\displaystyle {\ce {2H^{+}(aq)\ +2{\mathit {e}}^{-}<=>H2(g)\ ,}}}                      | {\displaystyle E^{\circ }={\mbox{ 0 V}}}                 |
| アンチモン (Sb),     | {\displaystyle {\ce {Sb2O3(s){+}6H^{+}(aq){+}6{\mathit {e}}^{-}<=>2Sb(s){+}3H2O\ ,}}}   | {\displaystyle E^{\circ }={\mbox{ 0.1504 V}}}            |
| ビスマス (Bi),       | {\displaystyle {\ce {Bi^{3+}(aq)\ +3{\mathit {e}}^{-}<=>Bi(s)\ ,}}}                     | {\displaystyle E^{\circ }={\mbox{ 0.3172 V}}}            |
| 銅 (Cu),             | {\displaystyle {\ce {Cu^{2+}(aq)\ +2{\mathit {e}}^{-}<=>Cu(s)\ ,}}}                     | {\displaystyle E^{\circ }={\mbox{ 0.340 V}}}             |
| 水銀 (Hg),           | {\displaystyle {\ce {Hg2^{2+}(aq)\ +2{\mathit {e}}^{-}<=>2Hg(l)\ ,}}}                   | {\displaystyle E^{\circ }={\mbox{ 0.7960 V}}}            |
| 銀 (Ag),             | {\displaystyle {\ce {Ag^{+}(aq)\ {\mathit {e}}^{-}<=>Ag(s)\ ,}}}                        | {\displaystyle E^{\circ }={\mbox{ 0.7991 V}}}            |
| パラジウム (Pd),     | {\displaystyle {\ce {Pd^{2+}(aq)\ +2{\mathit {e}}^{-}<=>Pd(s)\ ,}}}                     | {\displaystyle E^{\circ }={\mbox{ 0.915 V}}}             |
| イリジウム (Ir),     | {\displaystyle {\ce {Ir^{3+}(aq)\ +3{\mathit {e}}^{-}<=>Ir(s)\ ,}}}                     | {\displaystyle E^{\circ }={\mbox{ 1.156 V}}}             |
| 白金 (Pt),           | {\displaystyle {\ce {Pt^{2+}(aq)\ +2{\mathit {e}}^{-}<=>Pt(s)\ ,}}}                     | {\displaystyle E^{\circ }={\mbox{ 1.188 V}}}             |
| 金 (Au),             | {\displaystyle {\ce {Au^{3+}(aq)\ +3{\mathit {e}}^{-}<=>Au(s)\ ,}}}                     | {\displaystyle E^{\circ }={\mbox{ 1.52 V}}}              |

タンタルおよびアンチモンなどはイオン半径が小さく電荷が大きいため、水和イオンは非常に加水分解しやすく、強酸性においても安定に存在し得ないため酸化物との電位で代用している。白金および金などの水和イオンも非常に加水分解しやすく、特に金については単純な水和イオンは存在しないとされているため、正確な値とはいえない。

## イオン化傾向の問題点
標準酸化還元電位、ギブス自由エネルギーに基づくイオン化傾向は、イオンの状態をイオン間の相互作用の働かない無限希釈を基準としているため、通常の実験的濃度において必ずしもこの順序が保持されるとは限らず、特に電位の接近しているスズと鉛などの順序はあまり意味を成さないとの意見もある。それゆえ従来16種類の元素のイオン化傾向を記述してきた日本における高等学校の化学の教科書も2008年現在、細かい順序についての言及を避け (Li, K, Ca, Na) > Mg > (Al, Zn, Fe) > (Ni, Sn, Pb) > (H2, Cu) > (Hg, Ag) > (Pt, Au) とするものがある。また、Zn > Cu > Ag といった3種類の金属の記述のみである教科書も存在する。
水溶液中において酸などとの反応性の観点ではイリジウム (Ir) およびタンタル (Ta) が最小とされるが、酸化還元電位の点では必ずしもそうはいえない。これは表面に緻密な酸化皮膜を生成するといった不動態形成、あるいは速度論的な関与が無視されていることによる。
さらに古くから問題にされてきたカルシウムとナトリウムの順序であるが、議論の的となったのはナトリウムがカルシウムよりも水とより激しく反応するにも拘わらずイオン化傾向は Ca > Na である点である。金属から水溶液中の水和イオンへの変化を考察するためには、原子化→イオン化→イオンの水和という過程を考慮しなければならない。カルシウムおよびナトリウムでは以下のようになる。
| 金属       | 昇華熱 ΔHsub                         | イオン化エネルギー ΔHion                                                   | 水和熱 ΔHhyd                                                          |
| ---------- | ------------------------------------ | -------------------------------------------------------------------------- | --------------------------------------------------------------------- |
| 反応式     | {\displaystyle {\ce {M(s) -> M(g)}}} | {\displaystyle {\ce {M(g)->{M^{{\mathit {n}}+}(g)}+{\mathit {n\ e}}^{-}}}} | {\displaystyle {\ce {M^{{\mathit {n}}+}(g)->M^{{\mathit {n}}+}(aq)}}} |
| カルシウム | 178.2 kJ mol-1                       | 1747.7 kJ mol-1                                                            | -1577 kJ mol-1                                                        |
| ナトリウム | 107.32 kJ mol-1                      | 502.04 kJ mol-1                                                            | -420.8 kJ mol-1                                                       |

以上はエンタルピー変化であり、また水和熱の実測値は陽イオンと陰イオンとの合計であり、これらの分割は水和熱が z2/r（電荷の2乗/イオン半径）に比例するとの仮定に基くものであるため精密性に欠く部分があり、数値全体が正確であるとはいえないが、定性的には以下のことがいえる。ナトリウムの方がカルシウムよりも遊離状態のイオンを生成しやすいが、電荷が大きいカルシウムイオンは水和熱の絶対値（エンタルピー変化が負に大きいほど強く水和）が大きくイオン化エネルギーを打ち消し結果的に水和イオンの生成ギブス自由エネルギーを押し下げ、ナトリウムと逆転している。
同様にアルカリ金属間の比較ではセシウム (Cs) が反応性の上では最大であるが、イオン半径は Cs+ > Rb+ > K+ > Na+ > Li+ であり、それゆえリチウムは反応性が最小であるにも拘わらず、イオン半径が最も小さいため水和熱の絶対値が大きく結果的に電位が最も低くなっている。以上のようにイオン化傾向は必ずしも反応性の順序を反映しているとはいえない部分があり、定性的な議論に用いるに留めるのが望ましい。

## 電池
異なる2種類の金属と電解液とを組み合わせると、電池ができる。このとき、イオン化傾向の大きい方すなわち酸化還元電位がより低い方の金属が負極となり、小さい方すなわち電位が高い方が正極となる。また、2種類の金属のイオン化傾向の差が大きいほど、電池の起電力（取り出せる電圧）は大きくなる。
たとえば、銅と亜鉛を使うレモン電池では、亜鉛が負極になり、銅が正極になる（電解液はレモンの果汁である）。

## 語呂合わせ
イオン化傾向の順列を記憶するため、実際に学習方法として教示している者は多い。
主に中学、高校の履修範囲であるため、省略される元素によって様々なパターンがある。

### 陽イオン
り競馬するかなマガアルマン、あてっこにするな、ひどすぎ借金
り(Li)競 (K) 馬 (Ba) する (Sr) か (Ca) な (Na) 、
マガ (Mg) アル (Al) マン (Mn) あ (Zn) てっ (Fe) こ (Co) に (Ni) する (Sn) な (Pb) 、
ひ (H) ど (Cu) す (Hg) ぎ (Ag) 借 (Pt) 金 (Au)
カリウム狩るなっと、間があるぜ？ 鉄にすんな、水道、水銀銀、白金金
カリウム (K) 狩る (Ca) なっと (Na)、
間が (Mg) ある (Al) ぜ (Zn)、
鉄 (Fe) に (Ni) すん (Sn) な (Pb)、
水 (H) 道 (Cu) 水銀 (Hg) 銀 (Ag) 白金 (Pt) 金 (Au)
理智の「ルビ・カバー」、巣と炉、仮名の魔具、アルの漫画、合えんた黒夢、鉄門と木庭に、鈴園の水、アンチ尾藤、水銀、銀色パラパラ、白い金
理智 (Li) の「 ルビ (Rb) ・ カ (K) バー (Ba) 」、
巣と炉 (Sr) 、
仮 (Ca) 名 (Na) の 魔具 (Mg) 、
アル (Al) の漫画 (Mn) 、
合えん (Zn) た 黒夢 (Cr) 、
鉄 (Fe) 門 (Cd) と木庭 (Co) に (Ni) 、
鈴 (Sn) 園 (Pb) の水 (H) 、
アンチ (Sb) 尾 (Bi) 藤 (Cu) 、
水銀 (Hg) 、
銀色 (Ag) パラパラ (Pd) 、
白い (Pt) 金 (Au)
リッチなルビーのカバー刷ろうかな、まぁまず黒い手角っこにすんな、水と酢豚とビールを給水して上がった借金
リッチな (Li) ルビーの (Rb) カ (K) バー (Ba) 刷ろう (Sr) か (Ca) な (Na) 、
ま (Mg) あ (Al) ま (Mn) ず (Zn) 黒い (Cr) 手 (Fe) 角っ (Cd) こ (Co) に (Ni) すん (Sn) な (Pb) 、
水と (H) 酢豚と (Sb) ビール (Bi) 給(Cu) 水して (Hg) あがった (Ag) 借 (Pt) 金 (Au)
貸そうかな、まぁあてにするな、ひどすぎる借金
貸そう (K) か (Ca) な (Na) 、
ま (Mg) ぁ (Al) あ (Zn) て (Fe) に (Ni) する (Sn) な (Pb) 、
ひ (H) ど (Cu) す (Hg) ぎる (Ag) 借 (Pt) 金 (Au)
※マンガン,Mn、カドミウム,Cd、コバルト,Co、ストロンチウム,Srは含まれていない

金借るな、間借りあてにすんな、水あん、食い過ぎ、銀ブラ禁
　　金(K)借る(Ca)な(Na)、間借り(Mg,Al)あ(Zn)て(Fe)に(Ni)すん(Sn)な(Pb)、水(H2)あん(Sb)、食い過ぎ(Hg)、銀(Ag)ブラ(Pt)禁(Au)

### 陰イオン
のっそり王さんくるぶし痛い
の (NO3−) っそ (SO42−) り王 (OH−) さんくる (Cl−) ぶ (Br−) し痛 (I−) い
昇竜の水は、遠州洋へ
昇 (NO3−) 竜 (SO42−) の水 (OH−) は遠 (Cl−) 州 (Br−) 洋 (I−) へ